# مصطفى باشا البزقلي
مصطفى باشا البزقلي (بالتركية: Bozoklu Mustafa Paşa)‏ كان الصدر الأعظم للدولة العثمانية في الفترة ما بين 1680 حتى 1684.  تولى منصب قبطان باشا البحرية العثمانية (أدميرال). تُوفي في ديسمبر 1698 بمدينة أدرنة.

## أنظر أيضا
- قائمة قباطين البحر العثمانيين.
- قائمة الصدور العظام للدولة العثمانية.